# Чупринівка
Чуприні́вка — село в Україні, в Турбівській селищній громаді Вінницького району Вінницької області. Населення становить 146 осіб. До 2020 село належало до Костянтинівської сільської ради. В селі діє фельдшерсько-акушерський пункт. Раніше була початкова школа (зараз діти навчаються в Турбівських школах).

## Історія
Історія Чупринівки як повноцінного поселення починається у 1830-х роках з прилуцького висілка. На той час село належало поміщику Завистовському. Згідно з ревізією 1850 року в ньому 125 осіб.
Наступним власником був Ісидор Антонович Радлинський.
За даними 1900 р. з книги Л. Похилевича «Список населенных пунктов Киевской губернии» с. Чупринівка належало до Бердичівського повіту Новоприлуцької волості. Від повітового міста село розміщене за 65 верст, від залізничної станції Голендри - за 20 верст. Проживали 283 особи у 56 дворах. Головним заняттям мешканців було хліборобство. Деякі жителі вирушали на роботу на цукрові заводи. Чупринівка належала Стефану Іосифовичу Волянику. В селі налічувалося 417 десятин землі, із яких 157 десятин належало поміщику, а 260 десятин - селянам. Діяла школа грамоти, вітряний млин, що належав поміщику, та пожежна частина, яка складалася з двох бочок і двох багрів.
Станом на 1924 в Чупринівці проживали 480 осіб. Село входило до Староприлуцького району Вінницької округи. Було зареєстровано сільськогосподарське товариство «Об'єднання».
2 вересня 1925 року було утворено Чупринівську сільську раду.
У 1927 р. у селі діяло 3 ТСОЗи: «Незаможник», «Допомога», «Відродження».
У 1928 р. створено колгосп «Новий ранок».
Під час Голодомору 1932-1933 рр. в селі померло близько 30 осіб.
18 липня 1941 р. село окуповане німецькими загарбниками. У роки німецько-радянської війни в Чупринівці стояв штаб 141-ї стрілецької дивізії 6-ї армії генерал-майора Я.І. Тонконогова. Під час війни загинули 2 мешканці села, а 21 визволитель не повернувся з фронту. 1973 року перезахоронено воїна Білика Микиту Володимировича, який загинув під час обстрілу на станції Саки Запорізької області. 
У 1948 р. колгосп «Новий ранок» перейменували у ім. Мікояна. 
У 1954 р. Чупринівська сільська рада об'єдналася з Костянтинівською.
З 1989 р. селяни знову утворили самостійний колгосп «Нове життя», згодом реорганізований у СТОВ «Агросвіт».

## Населення

### Мова
Розподіл населення за рідною мовою за даними перепису 2001 року:
| Мова       | Кількість | Відсоток |
| ---------- | --------- | -------- |
| українська | 146       | 100%     |

## Орденоносці
- Михайло Андрійович Куляс — орден Трудової Слави III ступеня.

## Галерея

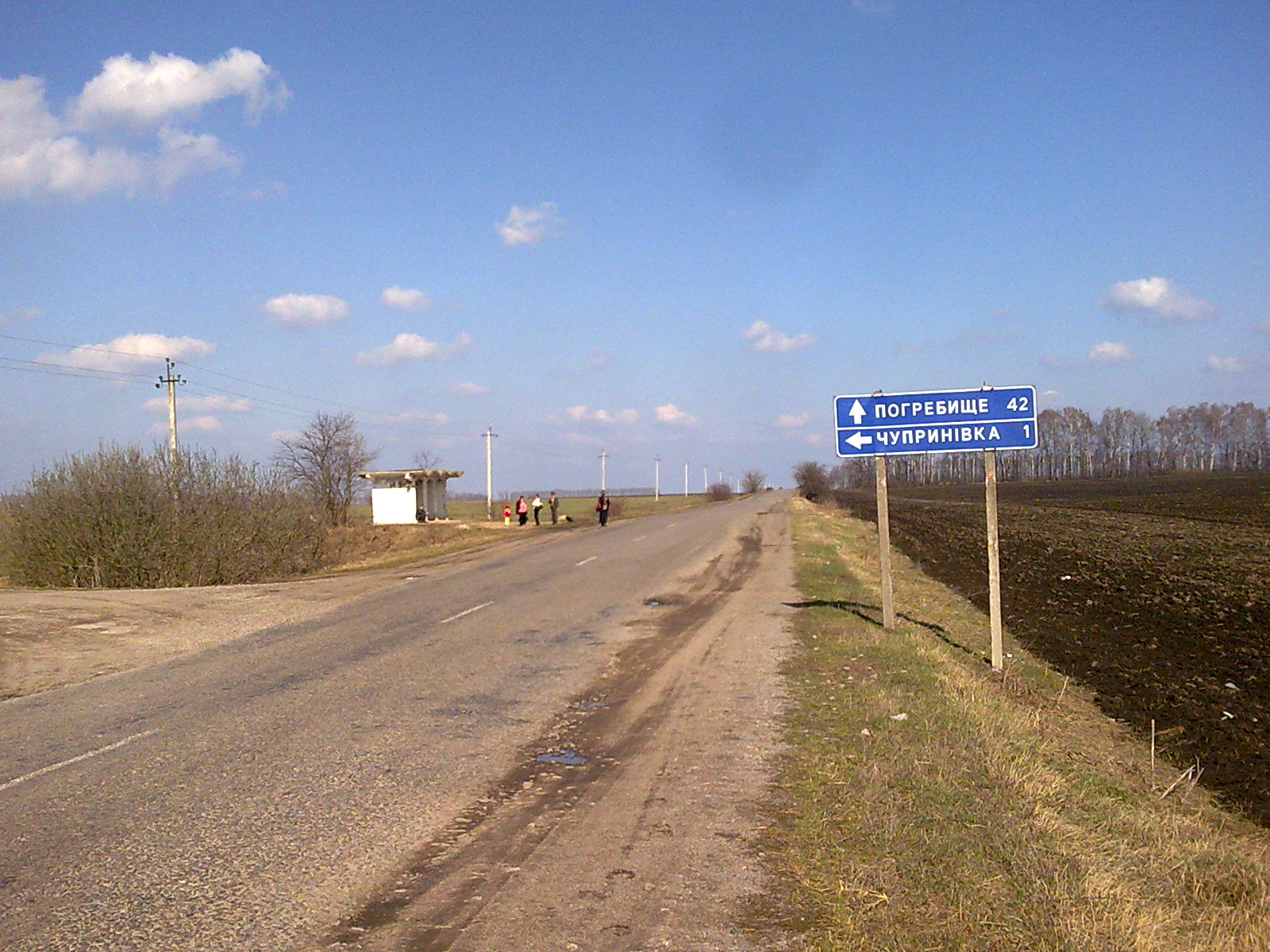
Поворот на Чупринівку з автодороги Турбів - Погребище та автобусна зупинка "Чупринівка"
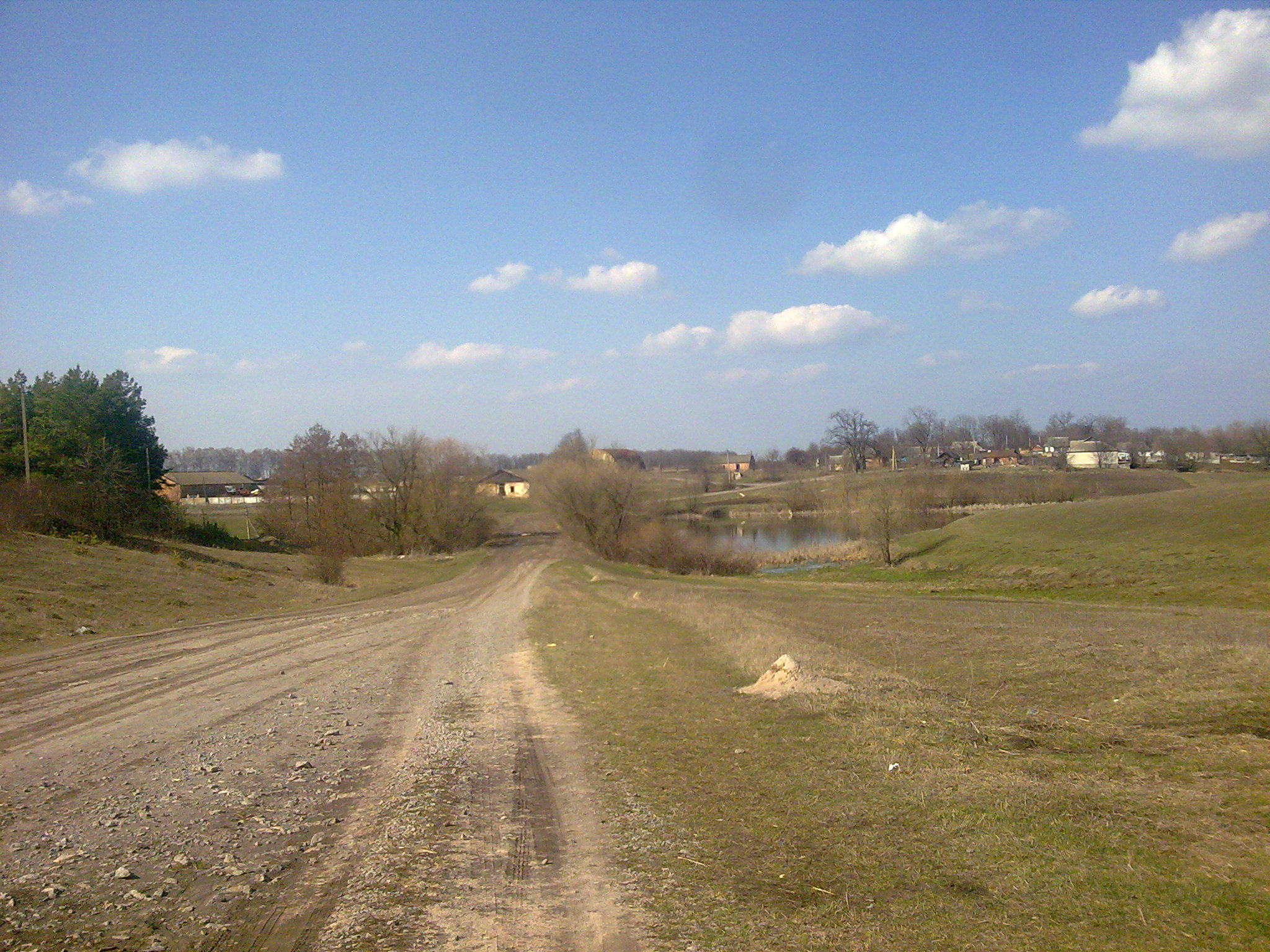
Панорама села
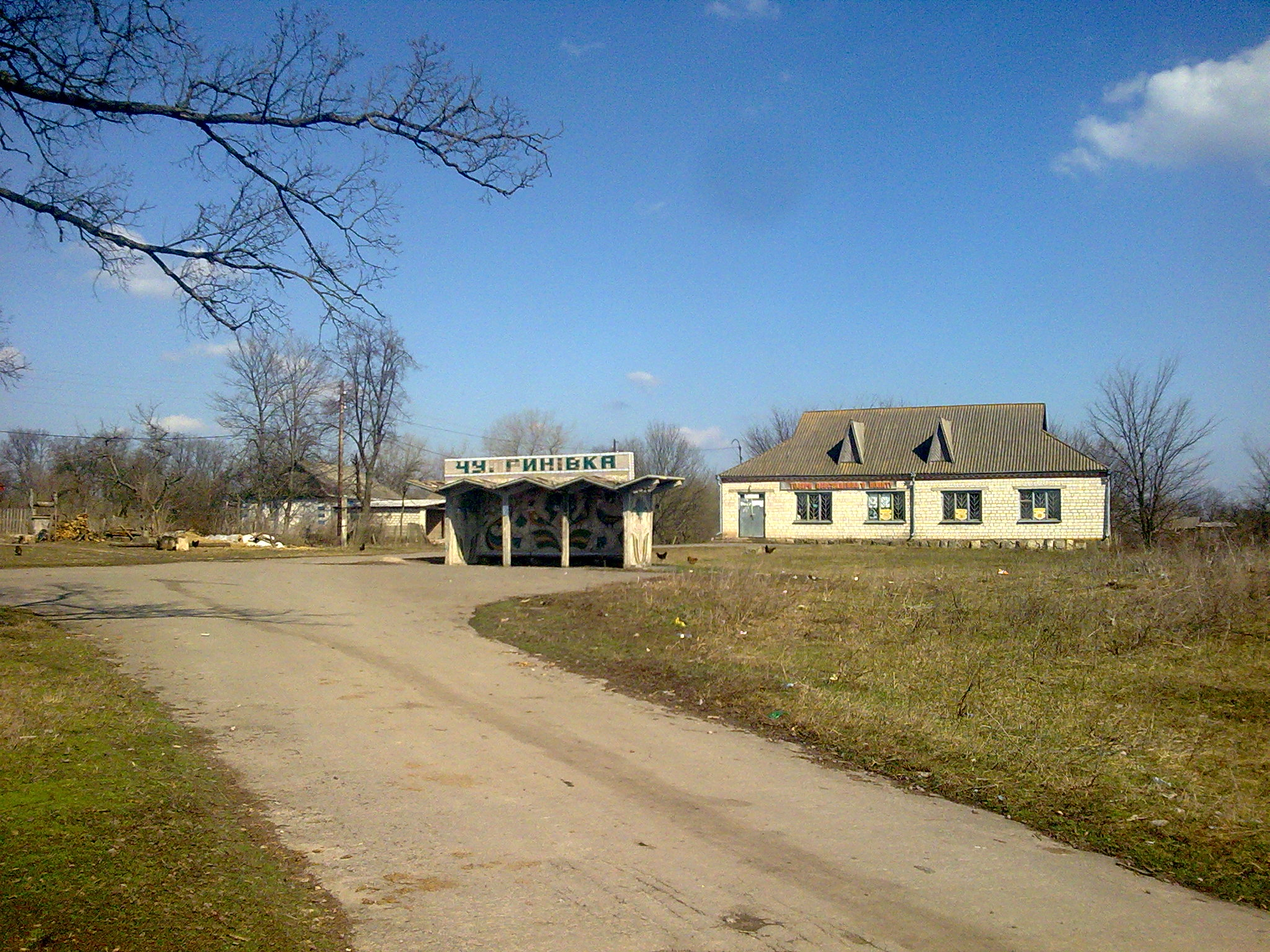
У центрі села
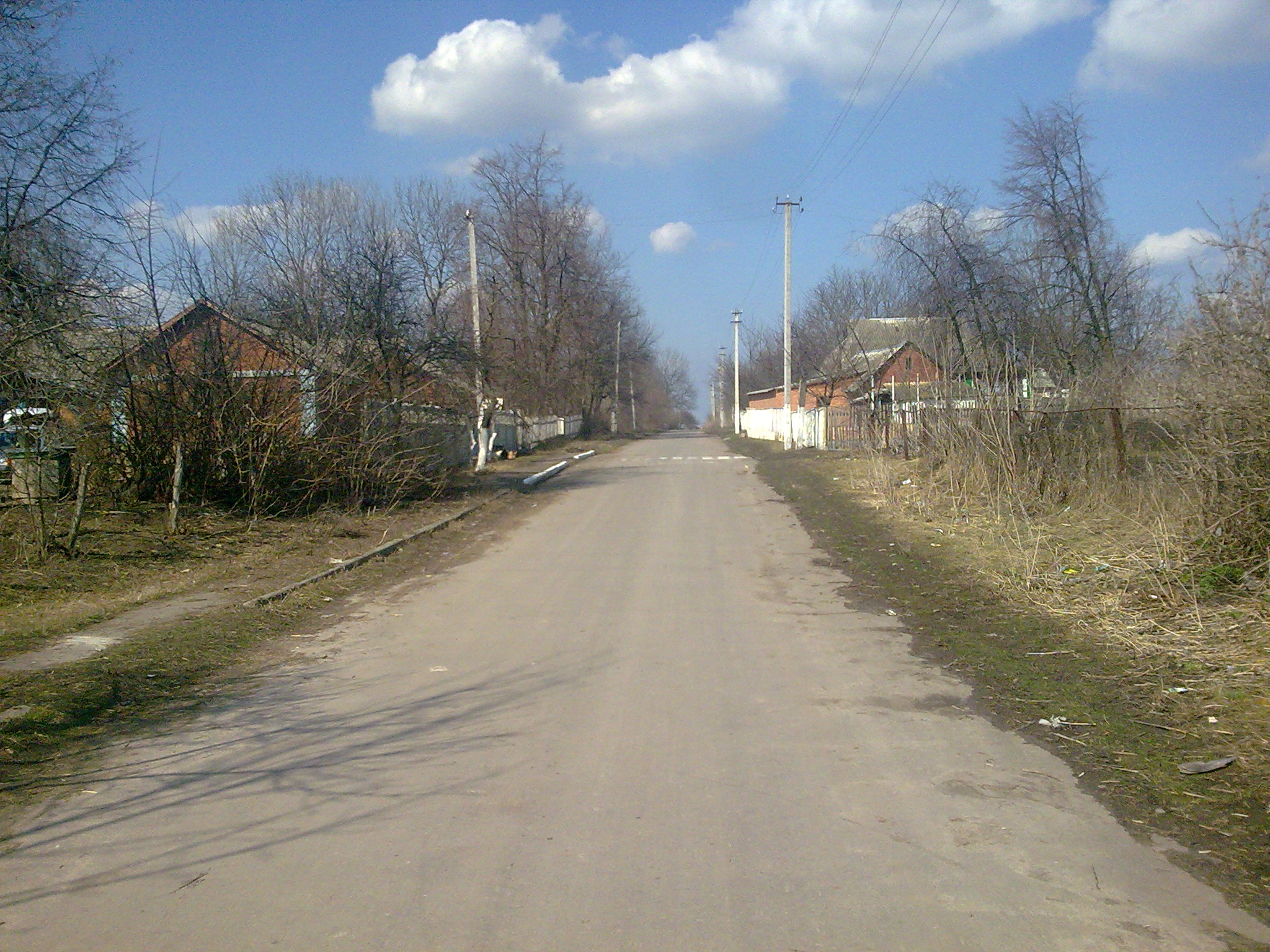
Центральна вулиця
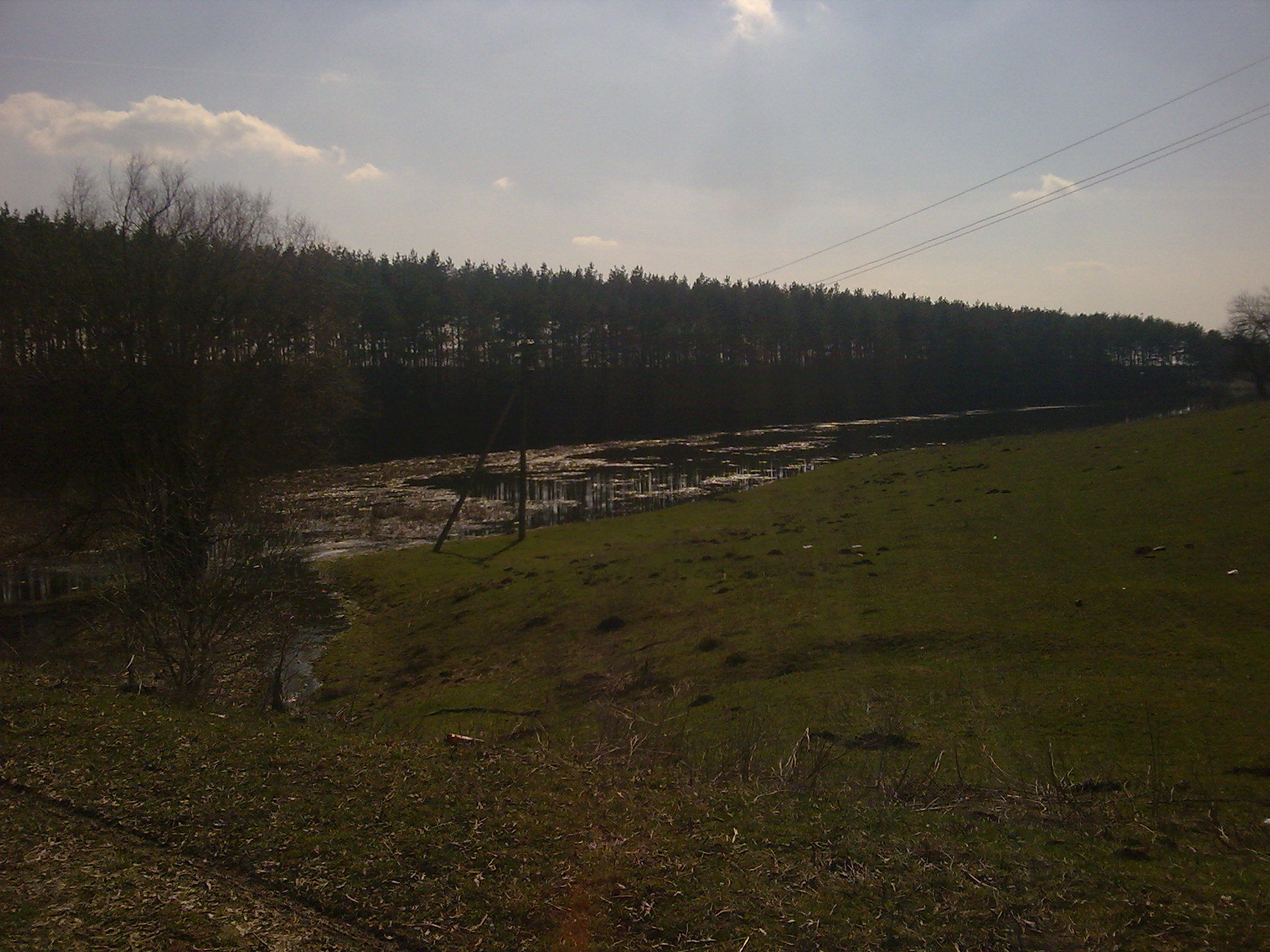
Річка та лісосмуга